# Trasmettitore di Allouis
Il trasmettitore di Allouis entrò in servizio nel 1939 come trasmettitore centrale ad onde corte in Francia, nei pressi del villaggio di Allouis.
Prima che venisse distrutto nel 1944 dalle forze della Germania nazista, era dotato di un'antenna con quattro alberi e un trasmettitore di 500 kW. Il 19 ottobre 1952 entrò in servizio un nuovo trasmettitore da 250 kW dotato di una speciale antenna a gabbia, montata su un albero interrato alto 308 metri.
Nel 1957 la potenza di trasmissione è stata aumentata a 600 kW, nel 1974 a 1000 kW e nel 1981 a 2000 kW. L'alimentazione della trasmissione è ridotta a 1000 kW durante le ore notturne.
Nel 1974 l'antenna è stata rinnovata. Le antenne a gabbia sono state rimosse e l'altezza dell'albero è stata aumentata a 354 m. Un secondo albero della stessa altezza è stato costruito nello stesso periodo. Dal 1977 il trasmettitore di Allouis è stato utilizzato per trasmettere non soltanto i canali radio di France Inter ma anche i segnali di tempo in AMDS-mode. La frequenza della portante del trasmettitore è uno standard di frequenza, essendo derivato da un orologio atomico situato nella base del trasmettitore.
Una volta cessate le trasmissioni radiofoniche, l’antenna è pertanto rimasta in uso sui 162 kHz per la sola emissione dei segnali orario.